# Gai Juli Cèsar (avi de Juli Cèsar)
Gai Juli Cèsar (en llatí Caius Julius Caesar) va ser l'avi de Juli Cèsar, segons diuen els Fasti.
No se sap de quina branca familiar provenia. Una suposició (feta per Wilhelm Drumann, historiador alemany) diu que podria ser fill de Sext Juli Cèsar (tribú militar) i germà de Sext Juli Cèsar (cònsol 157 aC). Un senador de nom Gai Juli que va escriure una història de Roma en grec el 143 aC podria ser aquest personatge.
L'únic que se'n sap és que es va casar amb Màrcia, de qui Juli Cèsar deia que ella era descendent del rei Anc Marci. Plini esmenta un pretor que va morir sobtadament a Roma, del que només diu que es deia Cèsar, i que podria ser també aquest personatge.